# Absynthe Minded
Absynthe Minded (vroeger Absynthe Minded Quartet) is een indierock-/jazzband uit de omgeving van de Belgische stad Gent. De band werd in 1999 als eenmansproject opgericht door zanger Bert Ostyn.  Hun debuutalbum Acquired Taste verscheen in 2004. In datzelfde jaar deed de band mee aan Humo's Rock Rally waar ze op de tweede plaats eindigden. Hun vierde album Absynthe Minded (2009) werd bekroond met platina. In 2010 won de band vier MIA's; die voor hit van het jaar, beste album, beste rock/alternative en beste groep.

## Geschiedenis

### Oprichting en demo's (1999-2003)
Absynthe Minded werd opgericht in 1999 en was oorspronkelijk de eenmansband van Bert Ostyn. Ostyn liet voor het eerst van zich horen met de opname van More than This in een slaapkamer in Gent. Een jaar later kreeg Ostyn de kans om - samen met een aantal andere muzikanten die later de band Tao Tse Tse zouden vormen - in een studio te gaan opnemen. Het resultaat hiervan was de demo Mushroom Holiday.
In 2001 nam de groep een derde demo op, getiteld Krankenhaus Hotel. Opnieuw werd gekozen voor een luidruchtige slaapkamer. Ostyn verzamelde een band om zich heen en in 2002 werd de eerste demo mét band (Absynthe Minded Quartet) uitgebracht, Sweet Oblivion genaamd. Het kwartet bestond uit Bert Ostyn, Renaud Ghilbert, Sergej Van Bouwel en Jan Duthoy. Samen traden ze veel op in cafés en deden ze voorprogramma's. In 2003 verscheen de eerste officiële uitgave op het label Keremos; de ep History Makes Science Fiction. De bandnaam was inmiddels ingekort tot Absynthe Minded.

### Deelname Humo's Rock Rally, debuutalbum en doorbraak (2004-2006)
Met de komst van drummer Jakob Nachtergaele als vijfde bandlid werd er aan de sound gewerkt. Het resultaat hiervan is te horen op het debuutalbum Acquired Taste dat in 2004, opnieuw bij Keremos, werd uitgebracht. De plaat werd geproduceerd door Geoffrey Burton. In hetzelfde jaar nam de band deel aan Humo's Rock Rally. Hoewel ze gedoodverfd favoriet voor de winst waren, haalden ze de tweede plaats in de finale. De eerste plaats ging naar The Van Jets. De deelname aan de rockwedstrijd voor beginnende bands was niet geheel zonder controverse aangezien Absynthe Minded al een album had uitgebracht en bekendheid genoot vanwege hun liveshows.
Nog geen jaar later, in 2005, werd een tweede album New Day opgenomen onder de leiding van Jean-Marie Aerts. Het van dit album afkomstige nummer My Heroics, Part One werd door Studio Brussel uitgeroepen tot Belgische popsong van de jaren nul. Na tournees in België en Nederland werd de plaat uitgebracht in België, Duitsland en Nederland. Later volgde ook nog een uitgave in Portugal. Vervolgens ging Absynthe Minded op tournee in onder meer Duitsland, Frankrijk, België en Nederland.

### Getekend bij de 'majors', erkenning (2007-2014)

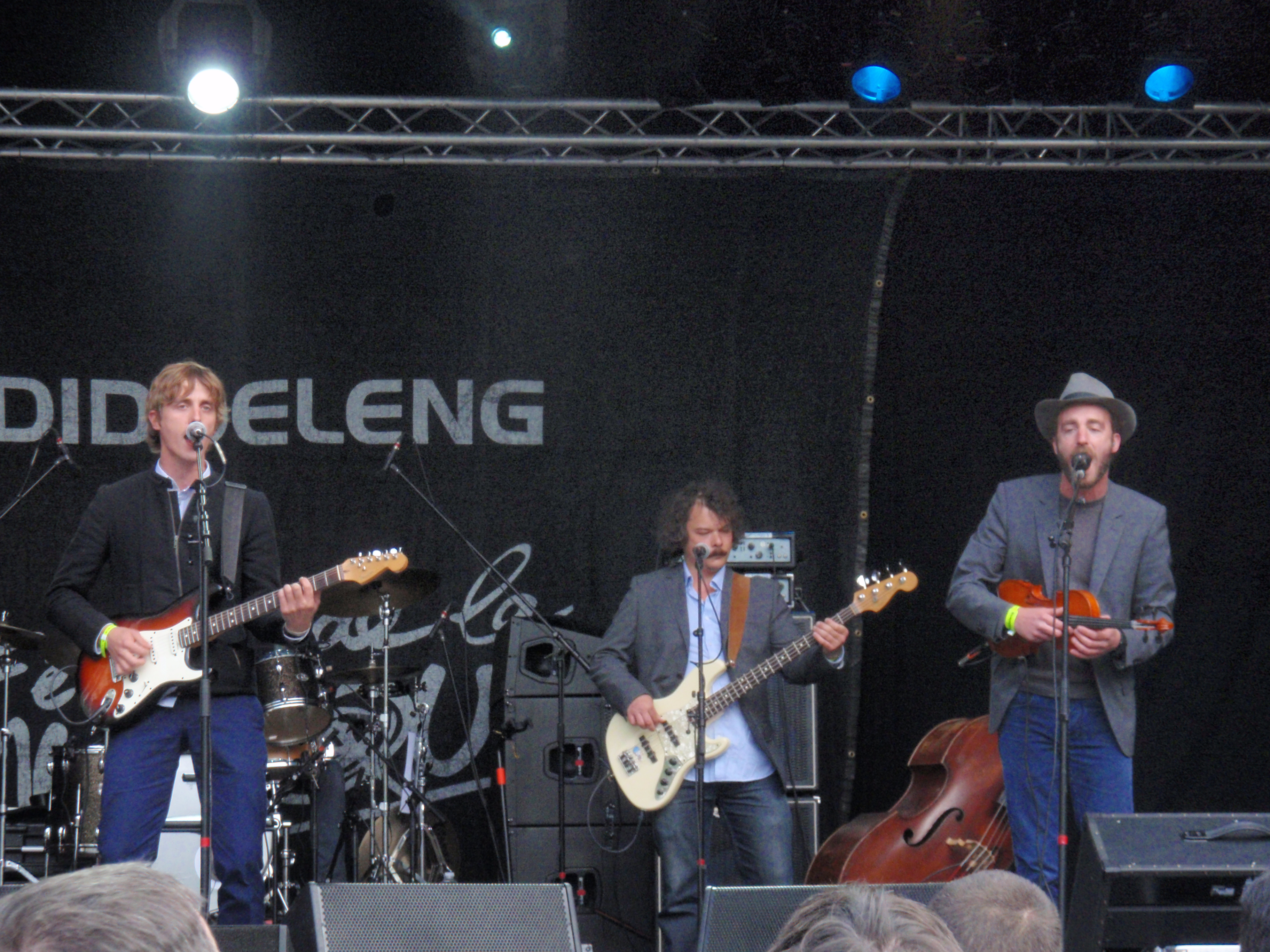
Absynthe Minded in 2010. V.l.n.r.: Bert Ostyn, Sergej Van Bouwel en Renaud Ghilbert. Niet zichtbaar op drums is Jakob Nachtergaele.

Het derde album There Is Nothing  verscheen in 2007. Het was het eerste album dat de band uitbracht nadat ze bij Universal Music getekend hadden. Het vierde album Absynthe Minded kwam uit in 2009 en werd juist in eigen beheer uitgebracht. Met de single 'Envoi' bracht de groep een hommage aan de schrijver Hugo Claus (1929-2008). Op 8 januari 2010 won Absynthe Minded, net als DAAN, vier Music Industry Awards, namelijk die voor Hit van het Jaar, beste album, beste rock/alternative en beste groep. In februari 2010 werd het album Absynthe Minded bekroond met platina voor 30.000 verkochte exemplaren.
In juli 2011 begon Absynthe Minded te werken aan een nieuw album, dat in november werd opgenomen in de La Frette studios in Parijs. Het hoesontwerp werd verzorgd door Thomas Bogaert. Dit album, As It Ever Was, werd op 14 mei 2012 uitgebracht in België, Nederland en Luxemburg, en vervolgens op 11 juni in Frankrijk, Duitsland, het Verenigd Koninkrijk, Oostenrijk, Zwitserland en Spanje. De videoclip van de eerste single 'Space' werd in februari 2012 in São Paulo opgenomen. Voor de promotie van dit album reisde de groep in 8 dagen door 7 landen.

### Opheffing en OSTYN (2015-2016)
In februari 2015 besloot Ostyn de band op te heffen en solo verder te gaan. In een interview met De Morgen noemde hij de opheffing een bevrijding. Volgens hem groeide de groep uit elkaar en speelden ook persoonlijke problemen een rol in het besluit om de band op te heffen. De overige bandleden werden verrast door zowel de eenzijdige opheffing van de band als de wijze waarop deze was gecommuniceerd. Toetsenist Jan Duthoy zei hierover in De Standaard: "We zijn teleurgesteld omdat Bert dat zo abrupt kenbaar maakt en wij van niets wisten. Ik kan niet zeggen waarom hij de groep stopt." Onder de naam OSTYN bracht Ostyn in februari 2015 zijn soloplaat No South of the South Pole uit, waarna hij op tournee ging.

### Heroprichting en jubileum (2017-heden)
De opheffing van de band bleek van korte duur. In een interview in 2017 met Knack noemde Ostyn zijn soloperiode "een rare egotrip". Het opnemen van nieuw materiaal bleek te zwaar aan hem te trekken. Samen met Van Bouwel werd besloten om Absynthe Minded opnieuw op te richten. Op 6 oktober 2017 kwam de band terug met een vernieuwde bezetting. Naast Ostyn op zang en gitaar en Van Bouwel op bas, waren de nieuwe leden Simon Segers op drums, Toon Vlerick op gitaar en Wouter Vlaeminck op keyboards en zang. Bijgevolg sloegen ze met het goed ontvangen zesde album Jungle Eyes voorzichtig een nieuwe weg in. De karaktervolle zigeunerrock maakte plaats voor moderne folk met hier en daar een vleugje elektronica. In 2019 nam Isolde Lasoen  de plaats in van Simon Segers op drums en verving Laurens Dierickx Wouter Vlaminck aan keyboard. In 2020 bracht de band het album Riddle of the Sphinx uit.
In februari 2021 was Bert Ostyn te zien in het VTM-programma Liefde voor muziek. De groep gaf daarna het verzamelalbum Saved Along the Way uit naar aanleiding van hun twintigjarig bestaan. Het album, dat muziek van de band en covers gespeeld tijdens Liefde voor muziek bevat, verscheen op 9 april 2021. 
In 2023 kwam hun inmiddels achtste album Sunday Painter uit. De plaat vertelt het verhaal van een zondagsschilder; iemand bescheiden die zichzelf niet de eer van een groots kunstenaar toemeet, maar wel gepassioneerd aan de slag gaat. Hoewel de titel van het album één samenhangend verhaal suggereert stelt elk nummer een apart schilderijtje voor met een eigen boodschap. Inmiddels had drummer Laurens Smagghe (Arno, Foxylane) zich bij de band gevoegd.

## Discografie

### Studioalbums
- Acquired Taste, 2004
- New Day, 2005
- There Is Nothing, 2007
- Absynthe Minded, 2009
- As It Ever Was, 2012
- Jungle Eyes, 2017
- Riddle of the Sphinx, 2020
- Sunday Painter, 2023